# Navadni zimzelen
Navadni zimzelen (znanstveno ime Vinca minor) je zimzelena rastlina iz družine pasjestrupovk (Apocynaceae). Opazimo ga lahko predvsem v listnatih ali mešanih gozdovih in na obrobjih gozdov. Pogosto je tudi okrasna rastlina.  

## Opis rastline
Navadni zimzelen je grmičevje, ki zraste okoli 15−25 cm, lahko pa tudi do 40 cm visoko. Navadni zimzelen za obstoj ne rabi veliko svetlobe. Najbolje uspeva na vlažnih in bogatih tleh, vendar se lahko prilagodi tudi na sušno in manj kakovostno prst različnih pH-jev. Sorodna rastlina je veliki zimzelen Vinca major, ki je zelo podobna V. minor. Veliki zimzelen je večji, ima večje in širše liste, ki so na površini rahlo kosmati. 

### Listi
Listi so zeleni čez celo leto, dolgi 2 do 4 cm in široki 1 do 2,5 cm. Temno zeleni, sedeči  in široko suličasti listi imajo rahlo spodvihane ravne robove. Na steblu so nameščeni nasprotno, razen vrhnjih listov, ki so v vretencu. Zgornja ploskev je bleščeča, temno zelena z dobro vidnimi listnimi žilami. Zimzelenove liste nabiramo tik preden začne cveteti, ker imajo takrat največ učinkovin.

### Cvetovi
Rastlina ima cvetove od zgodnje pomladi do sredine poletja, nekaj tudi jeseni. Cvetovi so na peclju posamično, vijolične ali vijolično-modre barve, lahko tudi delno beli. Sestavljeni so iz 5 venčnih listov, ki so obrnjeni drug za drugim, kot mlin, ki se vrti. Venčna cev je dolga približno 1 cm, prašniki so skriti v venčni cevi. Premer cveta je 2−3 cm. 

### Plodovi
Plodovi so rjavi, podolgovati in slabo opazni. Dolgi so 2−2,5 cm in vsebujejo veliko semen.

### Steblo in korenina
Steblo je kolenčasto, na nekaterih kolenih se razvijejo nadomestne korenine. Stebla so dolga 10−20 cm. Ima koreniko, ki je dolga okoli 5 cm.

## Učinkovine
Navadni zimzelen vsebuje 0,2−1 % indolnih alkaloidov. To je večinoma vinkamin, iz katerega pridobimo polsintezni derivat vinpocetin. Indolni alkaloidi so v glavnem odgovorni za učinek droge te rastline, kljub tako zanimivim učinkovinam pa so v navadnem zimzelenu pomembne tudi čreslovine, flavonoidi, glikozidi, urzolna in druge organske kisline, alkaloidi vinin, pubescin in minorin, pektin, kavčuk, vitamin C in rudninske snovi, v cvetu pa najdemo tudi robinozid.
Indolni alkaloidi so skupina alkaloidov, ki imajo kot osnovni strukturni element indol. Skupina vsebuje več kot 4100 do sedaj znanih spojin in je eden večjih razredov alkaloidov. Mnogi od njih imajo značilno fiziološko aktivnost, zato jih pogosto uporabljamo v medicini.

## Delovanje in uporaba
Droga Vinca m. ima mnogo učinkov: deluje kot anestetik, protibakterijsko, spazmolitik, adstringent, grenčina, karminativ, cerebroprotektiv, diuretik, emetik, hipoglikemik, hipotenziv, imunosupresiv, laksativ, nootropik, parasimpatolitik, sedativ itd. Nekateri učinki so bolj, drugi pa manj izraženi, zato droge ne uporabljamo za doseganje vseh teh učinkov v enaki meri. Uporabljamo jo lahko pri Alzheimerjevi bolezni, angini, krvavitvah, odrgninah, možganskih boleznih, krčih, demenci, diabetesu, vročini, napenjanju, glavobolu, hiperglikemiji, vnetju, nespečnosti, migrenah, nervozah, bolečinah, senilnosti, vnetem žrelu, zobobolu, vrtoglavici, zadrževanju vode itd.
V ljudski medicini jo uporabljajo predvsem kot hipotenziv, vazodilatator, hipoglikemik, adstringent pri želodčnem katarju in hemoroidih, hemostatik (predvsem pri krvavitvah iz pljuč; antimenoragik), abortiv, vulnerarik, sedativ in diuretik. 
Za zniževanje krvnega tlaka strokovnjaki svetujejo pripravo preliva: žlico zdrobljenih listov dodamo 2 litroma vode in pustimo pokrito 2 uri. Použijemo trikrat na dan po eno veliko žlico preliva pred jedjo. Simon Ašič piše, da ga najpogosteje uporabljamo kot dodatek čajnim mešanicam, ki blažijo starostne težave, kot so občutek strahu in tesnobe, živčni nemir, sitnost.

### Vinkamin
Je periferni vazodilatator, ki poveča krvni pretok v možganih. Najdemo ga v listih navadnega zimzelena in predstavlja 25−65 % indolnih alkaloidov, najdenih v V. minor. Najdemo ga tudi v rožnatem zimzelenu (Vinca rosea) ali pa ga sintetiziramo iz sorodnih alkaloidov.
Običajno ga uporabljamo kot nootropik (izboljšuje spomin, inteligenco, koncentracijo itd.) za zmanjšanje znakov staranja, deluje pa tudi pomirjajoče, znižuje krvni tlak, pospešuje sprejem kisika in glukoze v možganih in izboljšuje prekrvitev posameznih možganskih predelov.

### Vinpocetin
Polsintezni derivat vinkamina  v vzhodni Evropi uporabljajo za zdravljenje cerebrovaskularnih motenj in pri izboljšanju poslabšanja spomina zaradi starosti. Uporabljajo ga tudi kot prehransko dopolnilo za vazodilatacijo in kot nootropik. Vinpocetin je tudi  protivnetna učinkovina, zato ga lahko uporabljamo kot prehransko dopolnilo pri Alzheimerjevi in Parkinsonovi bolezni. 
Je aktivator možganskega metabolizma in nevroprotektant. Klinične raziskave kažejo, da vinpocetin poveča krvni pretok, povzroča vazodilatacijo v možganih in takoj poveča preskrbljenost možganov s kisikom, kar se pokaže v aktivaciji možganskega metabolizma: povečanju koncentracije glukoze in izboljšanju nevrotransmisije (odgovorno za nootropno aktivnost). Druga korist, ki so jo opazili, je nevroprotektivno delovanje, kar je povečalo odpornost možganov proti hipoksiji (del telesa je prikrajšan zadostne količine kisika) in ishemiji (pomanjkanje oskrbe s krvjo v določenem tkivu ali celotnem organu zaradi stisnjenja ali zapore v arteriji), inhibiralo agregacijo trombocitov (izboljšalo reološke lastnosti krvi) in izboljšalo delovanje eritrocitov, da so lahko oskrbovali nevrone skozi mikrokapilare. Dokazano je tudi, da ima vinpocetin antioksidativne lastnosti.
Mehanizem delovanja
Ugotovili so, da vinpocetin selektivno inhibira napetostno odvisne Na+ kanale. Inhibicija Na+ kanalov naj bi pripomogla k nevroprotektivnemu učinku zaradi blokade toksičnosti, ki jo povzroča možganska ishemija. Je tudi inhibitor fosfodietilesteraze, od Ca2+ odvisne cGMP-PDE tipa 1, z IC50=10-5 M, kar vodi do večje količine cikličnega gvanozin-3'5'-monofosfata (cGMP), kar se kaže kot vazodilatacija v možganskem gladkem mišičju (žilju).

## Klinične raziskave
- Učinek parenteralno ali peroralno vnesenega vinpocetina na hemoreološke dejavnike pri bolnikih s kroničnimi cerebrovaskularnimi boleznimi

Hemoreološki dejavniki igrajo pomembno vlogo pri bolnikih s cerebrovaskularnimi boleznimi, saj jih predispozira  za kap. Vinpocetin so uspešno uporabili za zdravljenje cerebrovaskularnih bolezni, deloma tudi zaradi izboljšanja reoloških lastnosti krvi. Raziskavo so delali na 40 bolnikih v kroničnem stanju ishemične kardiovaskularne bolezni in opazovali hemoreološke spremembe. Vsi so prejeli visok odmerek intravenozno, ki se je povečeval do 1 mg/kg/dan. Nekateri so prejeli še odmerek vinpocetina peroralno. Hemoreološkedejavnike (hematokrit, plazemski fibrinogen, viskoznost, agregacijo eritrocitov) so pregledali po 1 in 3 mesecih. Visok odmerek vinpocetina parenteralno je značilno zmanjšal agregacijo eritrocitov in zmanjšal viskoznost krvi na normalne vrednosti. Pri bolnikih, ki so dobivali še peroralen odmerek, so bile vrednosti značilno nižje kot pri bolnikih, ki so dobivali placebo.
- Raziskovanje učinka vinpocetina na krvni pretok v možganih in kognitivne funkcije

Vinpocetin so široko uporabljali pri zdravljenju ishemičnih cerebrovaskularnih bolezni in demenc  vaskularnega tipa. Kronična cerebralna hipoperfuzija igra pomembno vlogo v razvoju nekaterih tipov demence in zaradi kompleksnega načina delovanja igra vinpocetin pomembno vlogo pri izboljšanju cerebralne hipoperfuzije. Avtorji so raziskovali značilnosti dejavnikov krvnega pretoka pri bolnikih z ishemično kapjo in rahlimi kognitivnimi motnjami. Raziskovali so vpliv v 12-tedenskem zdravljenju peroralno zaužitega vinpocetina. Raziskovali so hitrost krvnega pretoka v mirovanju in po 30 sekundah zadrževanja zraka pred in po 12-tedenskem zdravljenju. Uporabili so tudi psihometrične teste za raziskavo kognitivnih funkcij. Po 12. tednih se je hitrost krvnega pretoka v mirovanju značilno povečala, odkrili  pa so tudi značilno izboljšanje kognitivnih funkcij. Stanje bolnikov se je izboljšalo glede na mnenje raziskovalcev kot tudi glede na mnenje bolnikov (bolniki z milimi kognitivnimi motnjami so izboljšanje ocenili višje). Avtorji zato priporočajo uporabo vinpocetina za zdravljenje bolnikov z milimi kognitivnimi motnjami.